# Stainach-Pürgg
Stainach-Pürgg ist seit Jahresbeginn 2015 eine österreichische Gemeinde im Bezirk Liezen in der Steiermark.

## Geografie
Stainach-Pürgg liegt im Ennstal im österreichischen Bundesland Steiermark. Das Gemeindegebiet ist im Süden von der Enns begrenzt, im Norden erstreckt es sich bis zum Hauptkamm des Toten Gebirges. Der höchste Punkt der Gemeinde ist der Grimming (2351 m), der höchste freistehende Bergstock Europas, im Westen. Im Gemeindegebiet befindet sich der geografische Mittelpunkt Österreichs auf einem Berghang etwa 800 m nördlich des Bärenfeuchtmölbing-Gipfels.

### Gemeindegliederung
Die Gemeinde Stainach-Pürgg entstand im Rahmen der Gemeindestrukturreform in der Steiermark
aus den mit Ende 2014 aufgelösten Gemeinden Stainach und Pürgg-Trautenfels.
Das Gemeindegebiet umfasst sieben Ortschaften (in Klammern Einwohner Stand 1. Jänner 2025):
- Niederhofen (70) samt Stein
- Pürgg (146)
- Stainach (1808)
- Trautenfels (134)
- Unterburg (274)
- Untergrimming (116)
- Zlem (166)

Die Gemeinde besteht aus vier Katastralgemeinden (Fläche: Stand 31. Dezember 2023):
- Neuhaus (1.454,35 ha)
- Pürgg (661,82 ha)
- Stainach (1.025,93 ha)
- Zlem (4.177,4 ha)

Der Ort beherbergt eine Dienststelle der Agrarbezirksbehörde.

### Nachbargemeinden
|                         | Hinterstoder, Bezirk Kirchdorf, OÖ          |                  |
| Bad Mitterndorf         | Kompassrose, die auf Nachbargemeinden zeigt | Wörschach        |
| Mitterberg-Sankt Martin | Irdning-Donnersbachtal                      | Aigen im Ennstal |

## Geschichte

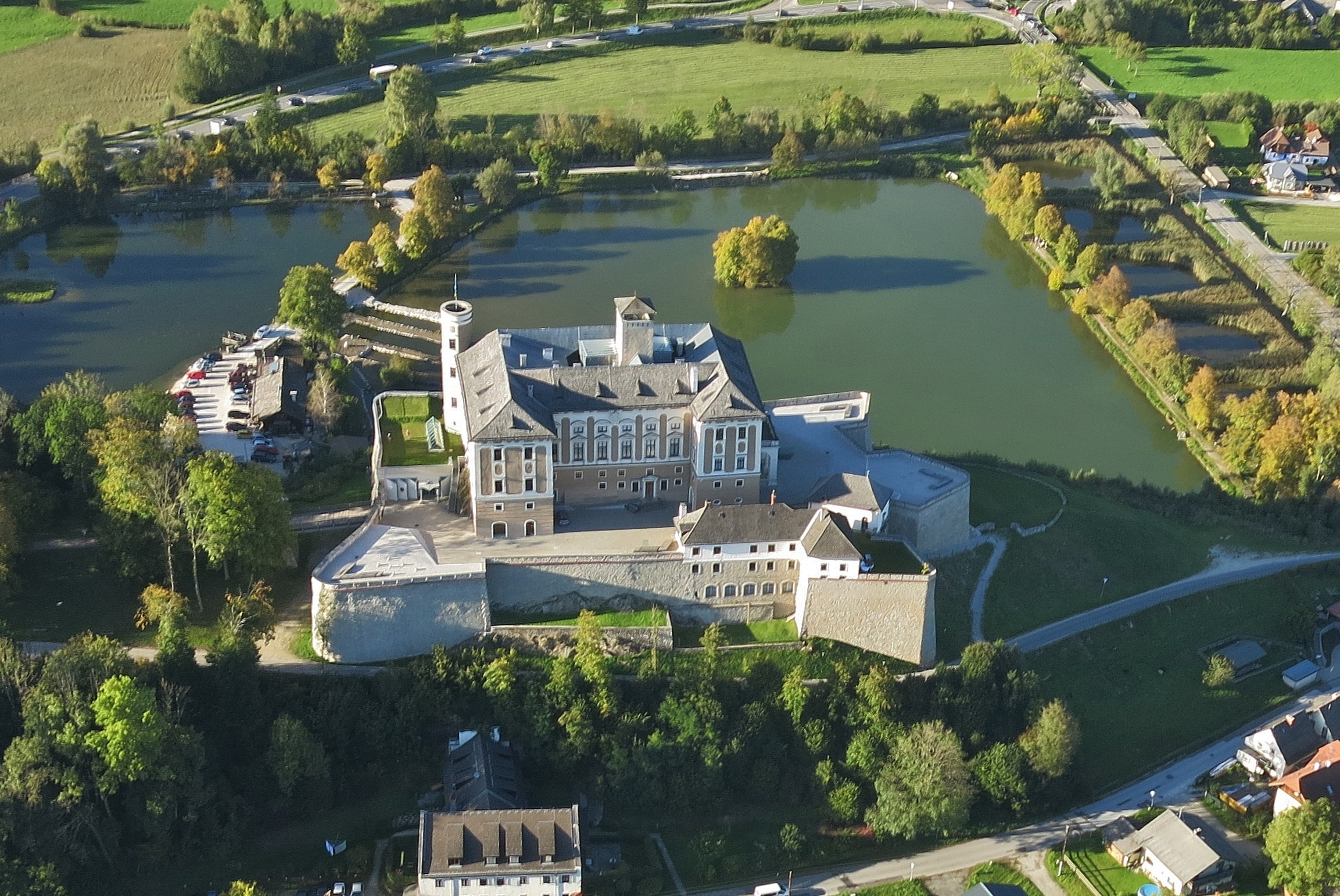
Schloss Trautenfels

Auf dem felsigen Rücken der „Purgstallhöhe“ stand im Mittelalter die Burg Grauscharn (auch Gruscharn, slawisch grusch = Geröll). Diese war bereits im Jahr 1160 die Pfalzburg von Markgraf Ottokar III. und somit Herrschaftsmittelpunkt für die Grafschaft Ennstal. Das Dorf „Gruscharn“, welches sich in Sichtweite der Burg gebildet hatte, wurde schließlich ab 1659 Stainach genannt. Die Ortsgemeinde Stainach als autonome Körperschaft entstand 1850.
Vom Areal der einstigen Burg Grauscharn ist heute nur mehr die Johanneskapelle erhalten, welche im 12. Jahrhundert erbaut wurde. Der Stil ihrer Wandmalereien deutet auf deren Entstehung um 1160/65, was den bestehenden Bau voraussetzt.
Bereits 1183 sind Kirche und Burg auf dem Burgstall bezeugt. Pürgg geht auf diese Pfarre zurück und war anfänglich Sitz von Archidiakonen (Erzpriestern). Der Pfarr-Sprengel reichte einst weit über Aussee hinaus. 1490 kam die Pfarre an die St. Georgs-Ritter, 1599 an die Grazer Jesuiten.
Seit 1958 ist auch der damals eigenständigen Ort Stainach Sitz einer eigenen Pfarre.
Der Bau der Ennstalbahn 1875 erschloss die heutigen Ortsteile Stainach und Trautenfels mit eignen Bahnhaltestellen. Die Haltestelle in Trautenfels wurde jedoch im Jahr 2007 aufgelassen. Mit dem Bau der Salzkammergutbahn 1877 entstand auch eine Bahnhaltestelle in Pürgg und der Bahnhof Stainach (heute „Stainach-Irdning“) wurde zum Bahnknotenpunkt.
Seit der Ersten Republik ist das Gemeindegebiet Teil des Bundeslandes Steiermark. Nach der Annexion Österreichs durch das nationalsozialistische Deutschland 1938 und Auflösung des politischen Bezirks Gröbming kam das heutige Gemeindegebiet zum Reichsgau Steiermark, während die Politische Expositur Bad Aussee (das sogenannte Ausseerland) dem Reichsgau Oberdonau eingefügt wurde. Von 1945 bis 1955 war das Gemeindegebiet Teil der britischen Besatzungszone in Österreich.
Die Gemeinde Stainach-Pürgg in ihrer heutigen Form entstand erst mit Beginn des Jahres 2015. Im Rahmen der Steiermärkischen Gemeindestrukturreform wurden die bis dahin eigenständigen Gemeinden Stainach und Pürgg-Trautenfels zusammengeschlossen.

## Kultur und Sehenswürdigkeiten
- Schloss Trautenfels

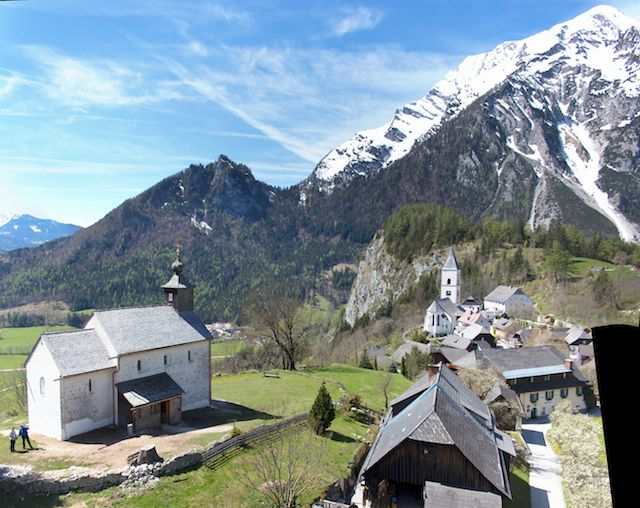
Links Johanneskapelle, rechts hinten die Pfarrkirche Pürgg vor dem Grimming

- Katholische Pfarrkirche Pürgg hl. Georg
- Johanneskapelle (Pürgg)
- Geografischer Mittelpunkt Österreichs

## Wirtschaft und Infrastruktur
Neben dem Tourismus bildet die Lebensmittelindustrie einen wichtigen Wirtschaftsfaktor der Gemeinde.
Schloss Trautenfels und die malerische Ortschaft Pürgg locken zahlreiche Touristen und Ausflügler an. Daneben ist die Gegend auch bei Bergsteigern beliebt, die von hier zu Bergtouren auf den Grimming, ins Tote Gebirge und in die südlich gelegenen Niederen Tauern aufbrechen. In Wörschachwald befindet sich ein kleiner Skilift sowie der Spechtensee, ein beliebtes Ausflugsziel. Daher ist es nicht verwunderlich, dass die Gemeinde zahlreiche Gasthöfe und Beherbergungsbetriebe aufweist.

### Unternehmen
- Ennstal Milch KG, Molkerei (Maresi etc.)
- Landena KG, Lebensmittelindustrie

### Verkehr
Der Ort beheimatet – mit dem Bahnhof Stainach-Irdning – einen österreichischen Bahnknotenpunkt, hier trifft die Salzkammergutbahn auf die Ennstalbahn. Außerdem befindet sich eine Haltestelle der Salzkammergutbahn in der Ortschaft Pürgg.
Ein wichtiger Straßenknoten findet sich in der Ortschaft Trautenfels. Hier trifft die Hauptverbindungsroute von Salzburg nach Graz (Ennstal Straße B 320) mit der Salzkammergutstraße B 145, welche in das Salzkammergut führt, zusammen.

### Bildung
- Bundesgymnasium und Bundesrealgymnasium Stainach

## Politik
Der Gemeinderat hat 15 Mitglieder. Nach den Gemeinderatswahlen in der Steiermark 2015 hatte der Gemeinderat folgende Verteilung:
8 ÖVP, 6 SPÖ und 1 FPÖ
Nach den Gemeinderatswahlen in der Steiermark 2020 hat der Gemeinderat folgende Verteilung:
10 ÖVP, 4 SPÖ und 1 FPÖ

### Bürgermeister
- seit 2015 Roland Raninger (ÖVP)[9]

### Wappen

Wappen der Vorgängergemeinden
Stainach
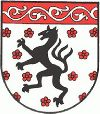
Pürgg-Trautenfels

Beide Vorgängergemeinden hatten ein Gemeindewappen. Wegen der Gemeindezusammenlegung verloren diese mit 1. Jänner 2015 ihre offizielle Gültigkeit. Die Neuverleihung des Gemeindewappens für die Fusionsgemeinde erfolgte mit Wirkung vom 5. April 2016.

Blasonierung (Wappenbeschreibung):
„In silbernem, mit acht roten Rosen besätem Schild ein schwarzer Panther, aus rotem, mit einer Stufenpyramide von drei behauenen silbernen Steinen belegtem Berg wachsend.“
Das Wappen enthält Elemente aus dem 1979 verliehenen Pürgg-Trautenfelser und dem 1985 verliehenen Stainacher Wappen. Der schwarze Panther steht für die ehemalige Markgrafenpfalz auf der Pürgg und die roten Rosen aus dem Wappen der Trauttmannsdorff für das Schloss Trautenfels. Im unteren Bereich findet sich auf rotem Untergrund die Stainacher Stufenpyramide aus drei silbernen Steinen, die auf das 1293 verwendete Wappen der Familie Steinach zurückgeht.

## Filme
Pürgg war mehrmals Drehort von Fernsehfilmen.
- 3faltig
- Die Fernsehsaga – Eine steirische Fernsehgeschichte[12]
- Nur der Berg kennt die Wahrheit
- Ein Dorf wehrt sich[13]
- Bergfried

## Persönlichkeiten
- Adolf Adam (1918–2004), Informatiker und Statistiker
- Grete Dierkes (1882–1957), Schauspielerin und Sängerin
- Robert Gattinger (1902–1980), Maler und Grafiker
- Gregor V. (972–999), erster Papst aus dem heutigen Österreich
- Dora Kircher, geborene Zandl (1881–1953), Politikerin
- August Plocek (1928–2013), Künstler
- Roswith Roth (* 1944), Gesundheitspsychologin und Hochschullehrerin
- Karl von Winckler (1912–1988), Unternehmer und Geschäftsmann
- Barbara Wolfgang-Krenn (1969–2019), Politikerin